# Leverett Saltonstall (Politiker, 1783)
Leverett Saltonstall (* 13. Juni 1783 in Haverhill, Essex County, Massachusetts; † 8. Mai 1845 in Salem, Massachusetts) war ein US-amerikanischer Politiker. Zwischen 1838 und 1843 vertrat er den Bundesstaat Massachusetts im US-Repräsentantenhaus.

## Werdegang
Leverett Saltonstall erhielt eine gute Schulausbildung. Danach studierte er an der Phillips Exeter Academy in New Hampshire und dann bis 1802 an der Harvard University. Nach einem anschließenden Jurastudium und seiner 1805 erfolgten Zulassung als Rechtsanwalt begann er in Salem in diesem Beruf zu arbeiten. Gleichzeitig schlug er eine politische Laufbahn ein. 1820 kandidierte er noch erfolglos für das US-Repräsentantenhaus. Im selben Jahr war er Delegierter auf einer Versammlung zur Überarbeitung der Verfassung von Massachusetts. 1824 wurde er in die American Academy of Arts and Sciences gewählt. Zwischen 1813 und 1834 war er mehrfach Abgeordneter im Repräsentantenhaus von Massachusetts. In den Jahren 1817 und 1819 sowie nochmals von 1831 bis 1832 war er Mitglied und seit 1831 Präsident des Staatssenats. Zwischen 1836 und 1838 amtierte er als Bürgermeister der Stadt Salem. In den 1830er Jahren wurde er Mitglied der Whig Party.
Nach dem Rücktritt des Abgeordneten Stephen C. Phillips wurde Saltonstall bei der fälligen Nachwahl für den zweiten Sitz von Massachusetts als dessen Nachfolger in das US-Repräsentantenhaus in Washington, D.C. gewählt, wo er am 5. Dezember 1838 sein neues Mandat antrat. Nach zwei Wiederwahlen konnte er bis zum 3. März 1843 im Kongress verbleiben. Von 1839 bis 1841 war er Vorsitzender des Ausschusses zur Kontrolle der Ausgaben des Marineministeriums. Seit 1841 leitete er den Handwerksausschuss. Die Zeit ab 1841 war von den Spannungen zwischen Präsident John Tyler und den Whigs geprägt. Außerdem wurde damals bereits über eine mögliche Annexion der seit 1836 von Mexiko unabhängigen Republik Texas diskutiert.
1842 wurde Leverett Saltonstall nicht erneut bestätigt. Dafür wurde er zwei Jahre später noch einmal in das Repräsentantenhaus von Massachusetts gewählt. Zwischen 1835 und 1845 war er als Overseer Aufsichtsrat der Harvard University. Er starb am 8. Mai 1845 in Salem. Leverett Saltonstall war der Urgroßvater von Leverett Saltonstall (1892–1979), der unter anderem Gouverneur von Massachusetts und US-Senator war.